# Epicauta cazieri
Epicauta cazieri är en skalbaggsart som beskrevs av Dillon 1952. Epicauta cazieri ingår i släktet Epicauta och familjen oljebaggar. Inga underarter finns listade i Catalogue of Life.